# Aaron Dessner
Aaron Brooking Dessner (sinh ngày 23 tháng 4 năm 1976) là một nhạc sĩ, người viết bài hát và nhà sản xuất nhạc người Mỹ. Anh được biết đến nhiều nhất như một thành viên sáng lập của ban nhạc rock The National, anh đã thu âm chín album phòng thu với ban nhạc; người đồng sáng lập bộ đôi indie rock Big Red Machine với Justin Vernon của nhóm nhạc Bon Iver; và là người hợp tác trên album phòng thu Folklore and Evermore của Taylor Swift, cả hai album đã được đề cử cho giải Grammy cho Album của năm vào năm 2021 và 2022 và album thứ nhất đã giành được giải thưởng này.
Dessner đã đồng sáng tác, sản xuất hoặc đồng sản xuất các bài hát của Taylor Swift, Ed Sheeran, Michael Stipe, Gracie Abrams, Frightened Rabbit, Ben Howard, Sharon Van Etten, Local Natives, This Is the Kit, Adia Victoria, Lisa Hannigan, và Lone Bellow, và những người khác. Với người anh song sinh Bryce của mình, cả hai đã sưu tầm các bài hát và sản xuất hai album tổng hợp từ thiện, Dark Was the Night (2009) và Day of the Dead (2016), cho tổ chức Red Hot Organization. Dessner đã đồng sáng lập và giám tuyển ba lễ hội âm nhạc: Eaux Claires ở Eau Claire, Wisconsin cùng với Vernon của Big Red Machine; HAVEN ở Copenhagen cùng anh trai Bryce, và Boston Calling Music Festival.
Vào ngày 19 tháng 5 năm 2022, Dessner được trao bằng Tiến sĩ Nghệ thuật danh dự của đại học University of the Arts cùng với Questlove, vì "sự say mê tìm kiếm những cơ hội của anh, vì anh là một hợp tác viên chu đáo, và anh là người sẽ khuyến khích mọi sinh viên tại UArts để khám phá các lĩnh vực, cơ hội và ý tưởng mới cùng các sinh viên khác."

## Giải thưởng và đề cử

### Giải Grammy
| Năm  | Work                 | Award                                | Kết quả   | Chú thích |
| ---- | -------------------- | ------------------------------------ | --------- | --------- |
| 2014 | Trouble Will Find Me | Album nhạc alternative xuất sắc nhất | Đề cử     | [ 2 ]     |
| 2018 | Sleep Well Beast     | Album nhạc alternative xuất sắc nhất | Đoạt giải | [ 2 ]     |
| 2021 | "Cardigan"           | Bài hát của năm                      | Đề cử     | [ 3 ]     |
| 2021 | Folklore             | Album giọng pop xuất sắc nhất        | Đề cử     | [ 3 ]     |
| 2021 | Folklore             | Album của năm                        | Đoạt giải | [ 3 ]     |
| 2022 | Evermore             | Album của năm                        | Đề cử     | [ 2 ]     |

## Danh sách đĩa nhạc

### Với The National
- The National (2001)
- Sad Songs for Dirty Lovers (2003)
- Alligator (2005)
- Boxer (2007)
- High Violet (2010)
- Trouble Will Find Me (2013)
- Sleep Well Beast (2017)
- I Am Easy to Find (2019)
- First Two Pages of Frankenstein (2023)

### Với Project Nim
- A Tower of Babel (1995)
- Where the Nothings Live (1997)
- Evenings Pop and Curve (1998)[4]

### Với Equinox
- Equinox (1993)

### Với Big Red Machine
- Big Red Machine (31 tháng 8 năm 2018)
- How Long Do You Think It's Gonna Last? (27 tháng 8 năm 2021)

### Với Complete Mountain Almanac
- Complete Mountain Almanac (27 tháng 1 năm 2023)[5]

### Nhạc nền phim
- Big Sur (2013) hợp tác với Bryce Dessner
- Transpecos (2016) hợp tác với Bryce Dessner
- C'mon, C'mon (2021) hợp tác với Bryce Dessner

### Nhạc kịch
- Cyrano (2018) hợp tác với Matt Berninger, Carin Besser, Bryce Dessner, và Erica Schmidt[6]

### Ghi danh sản xuất và sáng tác cho các nghệ sĩ khác
| ‡ | Chỉ các bài hát chỉ được viết hoặc sản xuất bởi Aaron Dessner |

| Năm  | Nghệ sĩ      | Bài hát                                                  | Album                       | Viết với                               | Sản xuất với                           |
| ---- | ------------ | -------------------------------------------------------- | --------------------------- | -------------------------------------- | -------------------------------------- |
| 2020 | Taylor Swift | "The 1"                                                  | Folklore                    | Taylor Swift                           | Tự sản xuất ‡                          |
| 2020 | Taylor Swift | "Cardigan"                                               | Folklore                    | Taylor Swift                           | Tự sản xuất ‡                          |
| 2020 | Taylor Swift | "The Last Great American Dynasty"                        | Folklore                    | Taylor Swift                           | Tự sản xuất ‡                          |
| 2020 | Taylor Swift | "Exile" (hợp tác với Bon Iver)                           | Folklore                    | —                                      | Joe Alwyn                              |
| 2020 | Taylor Swift | Seven                                                    | Folklore                    | Taylor Swift                           | Tự sản xuất ‡                          |
| 2020 | Taylor Swift | "Invisible String"                                       | Folklore                    | Taylor Swift                           | Tự sản xuất ‡                          |
| 2020 | Taylor Swift | "Mad Woman"                                              | Folklore                    | Taylor Swift                           | Tự sản xuất ‡                          |
| 2020 | Taylor Swift | "Epiphany"                                               | Folklore                    | Taylor Swift                           | Tự sản xuất ‡                          |
| 2020 | Taylor Swift | "Betty"                                                  | Folklore                    | —                                      | Taylor Swift, Jack Antonoff, Joe Alwyn |
| 2020 | Taylor Swift | "Peace"                                                  | Folklore                    | Taylor Swift                           | Tự sản xuất ‡                          |
| 2020 | Taylor Swift | "Hoax"                                                   | Folklore                    | Taylor Swift                           | Tự sản xuất ‡                          |
| 2020 | Taylor Swift | "Willow"                                                 | Evermore                    | Taylor Swift                           | Tự sản xuất ‡                          |
| 2020 | Taylor Swift | "Champagne Problems"                                     | Evermore                    | —                                      | Taylor Swift                           |
| 2020 | Taylor Swift | "'Tis the Damn Season"                                   | Evermore                    | Taylor Swift                           | Tự sản xuất ‡                          |
| 2020 | Taylor Swift | "Tolerate It"                                            | Evermore                    | Taylor Swift                           | Tự sản xuất ‡                          |
| 2020 | Taylor Swift | "No Body, No Crime" (hợp tác với Haim)                   | Evermore                    | —                                      | Taylor Swift                           |
| 2020 | Taylor Swift | "Happiness"                                              | Evermore                    | Taylor Swift                           | Tự sản xuất ‡                          |
| 2020 | Taylor Swift | "Dorothea"                                               | Evermore                    | Taylor Swift                           | Tự sản xuất ‡                          |
| 2020 | Taylor Swift | "Coney Island" (hợp tác với The National)                | Evermore                    | Taylor Swift, Joe Alwyn, Bryce Dessner | Bryce Dessner                          |
| 2020 | Taylor Swift | "Ivy"                                                    | Evermore                    | Taylor Swift, Jack Antonoff            | Tự sản xuất ‡                          |
| 2020 | Taylor Swift | "Cowboy Like Me"                                         | Evermore                    | Taylor Swift                           | Tự sản xuất ‡                          |
| 2020 | Taylor Swift | "Long Story Short"                                       | Evermore                    | Taylor Swift                           | Tự sản xuất ‡                          |
| 2020 | Taylor Swift | "Marjorie"                                               | Evermore                    | Taylor Swift                           | Tự sản xuất ‡                          |
| 2020 | Taylor Swift | "Closure"                                                | Evermore                    | Taylor Swift                           | Tự sản xuất ‡                          |
| 2020 | Taylor Swift | "Evermore" (featuring Bon Iver)                          | Evermore                    | —                                      | Taylor Swift                           |
| 2020 | Taylor Swift | "Right Where You Left Me"                                | Evermore                    | Taylor Swift                           | Tự sản xuất ‡                          |
| 2020 | Taylor Swift | "It's Time to Go"                                        | Evermore                    | Taylor Swift                           | Tự sản xuất ‡                          |
| 2021 | Taylor Swift | "You All Over Me"                                        | Fearless (Taylor's Version) | —                                      | Taylor Swift                           |
| 2021 | Taylor Swift | "We Were Happy"                                          | Fearless (Taylor's Version) | —                                      | Taylor Swift                           |
| 2021 | Taylor Swift | "Better Man (Taylor's Version)"                          | Red (Taylor's Version)      | —                                      | Taylor Swift                           |
| 2021 | Taylor Swift | "Nothing New" (hợp tác với Phoebe Bridgers)              | Red (Taylor's Version)      | —                                      | Taylor Swift                           |
| 2021 | Taylor Swift | "I Bet You Think About Me" (hợp tác với Chris Stapleton) | Red (Taylor's Version)      | —                                      | Taylor Swift                           |
| 2021 | Taylor Swift | "Run" (hợp tác với Ed Sheeran)                           | Red (Taylor's Version)      | —                                      | Taylor Swift                           |
| 2022 | Taylor Swift | "The Great War"                                          | Midnights (Bản 3am)         | Taylor Swift                           | Taylor Swift                           |
| 2022 | Taylor Swift | "High Infidelity"                                        | Midnights (Bản 3am)         | Taylor Swift                           | Taylor Swift                           |
| 2022 | Taylor Swift | "Would've, Could've, Should've"                          | Midnights (Bản 3am)         | Taylor Swift                           | Taylor Swift                           |
| 2022 | Taylor Swift | "Hits Different"                                         | Midnights (Bản Deluxe)      | Taylor Swift, Jack Antonoff            | Taylor Swift, Jack Antonoff            |
| 2023 | Ed Sheeran   | "Boat"                                                   | -                           | Ed Sheeran                             | Tự sản xuất ‡                          |
| 2023 | Ed Sheeran   | "Salt Water"                                             | -                           | Ed Sheeran                             | Tự sản xuất ‡                          |
| 2023 | Ed Sheeran   | "Eyes Closed"                                            | -                           | —                                      | Max Martin, Shellback, Fred Again      |
| 2023 | Ed Sheeran   | "Life Goes On"                                           | -                           | —                                      | Tự sản xuất ‡                          |
| 2023 | Ed Sheeran   | "Dusty"                                                  | -                           | Ed Sheeran                             | Tự sản xuất ‡                          |
| 2023 | Ed Sheeran   | "End of Youth"                                           | -                           | —                                      | Tự sản xuất ‡                          |
| 2023 | Ed Sheeran   | "Colourblind"                                            | -                           | —                                      | Tự sản xuất ‡                          |
| 2023 | Ed Sheeran   | "Curtains"                                               | -                           | Ed Sheeran                             | Tự sản xuất ‡                          |
| 2023 | Ed Sheeran   | "Borderline"                                             | -                           | Ed Sheeran                             | Tự sản xuất ‡                          |
| 2023 | Ed Sheeran   | "Spark"                                                  | -                           | Ed Sheeran                             | Tự sản xuất ‡                          |
| 2023 | Ed Sheeran   | "Vega"                                                   | -                           | Ed Sheeran                             | Tự sản xuất ‡                          |
| 2023 | Ed Sheeran   | "Sycamore"                                               | -                           | Ed Sheeran                             | Tự sản xuất ‡                          |
| 2023 | Ed Sheeran   | "No Strings"                                             | -                           | Ed Sheeran                             | Tự sản xuất ‡                          |
| 2023 | Ed Sheeran   | "The Hills of Aberfeldy"                                 | -                           | —                                      | Tự sản xuất ‡                          |
| 2023 | Ed Sheeran   | "Wildflowers"                                            | -                           | —                                      | Tự sản xuất ‡                          |
| 2023 | Ed Sheeran   | "Balance"                                                | -                           | Ed Sheeran                             | Tự sản xuất ‡                          |
| 2023 | Ed Sheeran   | "Stoned"                                                 | -                           | Ed Sheeran                             | Tự sản xuất ‡                          |
| 2023 | Ed Sheeran   | "Fear"                                                   | -                           | Ed Sheeran                             | Tự sản xuất ‡                          |
| 2023 | Ed Sheeran   | "Get Over It"                                            | -                           | Ed Sheeran                             | Tự sản xuất ‡                          |
| 2023 | Ed Sheeran   | "Toughest"                                               | -                           | —                                      | Tự sản xuất ‡                          |
| 2023 | Ed Sheeran   | "Ours"                                                   | -                           | Ed Sheeran                             | Tự sản xuất ‡                          |
| 2023 | Ed Sheeran   | "Moving"                                                 | -                           | Ed Sheeran                             | Tự sản xuất ‡                          |
| 2023 | Ed Sheeran   | "Untitled"                                               | -                           | Ed Sheeran                             | Tự sản xuất ‡                          |

## Đời tư
Dessner và vợ có ba người con. Dessner là một fan bóng đá sôi nổi và là một người ủng hộ cuồng nhiệt của Liverpool F.C.